# I racconti (Calvino)
I racconti è una raccolta di racconti di Italo Calvino, curata dall'autore e pubblicata nel 1958, che riunisce racconti precedentemente pubblicati in riviste o in altre raccolte, fra cui Ultimo viene il corvo e La nuvola di smog. La prima edizione ha in copertina la riproduzione di un dipinto di Paul Klee.

### Libri primoGli idilli difficili
- Pesci grossi, pesci piccoli (1950)
- Un pomeriggio, Adamo (1947)
- Un bastimento carico di granchi (1947)
- Il giardino incantato (1948)
- Mai nessuno degli uomini lo seppe (1950)
- Un bel gioco dura poco (1952)
- Andato al comando (1945)
- Ultimo viene il corvo (1946)
- Paura sul sentiero (1946)
- Campo di mine (1946)
- Uno dei tre è ancora vivo (1947)
- Il bosco degli animali (1948)
- Paese infido (1953)
- Furto in una pasticceria (1946)
- Si dorme come cani (1947)
- Va' così che vai bene (1947)
- Dollari e vecchie mondane (1947)
- Un letto di passaggio (1949)
- Il gatto e il poliziotto (1948)
- Funghi in città (1952)
- Il piccione comunale (1952)
- La pietanziera (1952)
- La cura delle vespe (1953)
- Il bosco sull'autostrada (1953)
- L'aria buona (1953)
- Il coniglio velenoso (1954)
- Un viaggio con le mucche (1954)
- La panchina (1955)
- Luna e Gnac (1956)
- La gallina di reparto (1954)
- La notte dei numeri (1958)
- La signora Paulatim (1958)

### Libro secondoLe memorie difficili
- Uomo nei gerbidi (1946)
- I fratelli Bagnasco (1946)
- L'occhio del padrone (1947)
- I figli poltroni (1948)
- Pranzo con un pastore (1948)
- L'entrata in guerra (1953)
- Gli avanguardisti a Mentone (1953)
- Le notti dell'UNPA (1953)

### Libro terzoGli amori difficili
- L'avventura di un soldato (1949)
- L'avventura di una bagnante (1951)
- L'avventura di un impiegato (1953)
- L'avventura di un miope (1958)
- L'avventura di un lettore (1958)
- L'avventura di una moglie (1958)
- L'avventura di un viaggiatore (1957)
- L'avventura di due sposi (1958)
- L'avventura di un poeta (1958)

### Libro quartoLa vita difficile
- La formica argentina (1952)
- La speculazione edilizia (1957)
- La nuvola di smog (1958)

## Edizioni
- I racconti, Collana Supercoralli, Einaudi, Torino, 1958-1988, pp. 572.
- I racconti, Mondadori, Milano, 1990, pp. 502, ISBN 978-88-043-3513-9.
- I racconti, 2 tomi, Collana Oscar Opere di Italo Calvino, Milano, Mondadori, 1993, pp. 630, ISBN 978-88-043-7630-9.
- I racconti, con uno scritto di Francesca Serra, Collana Oscar Moderni n.131, Milano, Mondadori, 2019, ISBN 978-88-046-8110-6.